# フリードリヒ・アルベルト・シュミット
フリードリヒ・アルベルト・シュミット（Friedrich Albert Schmidt、1846年12月9日 - 1916年1月24日）はドイツの画家である。主に風景画を描いた。

## 略歴
フランスとドイツの国境地域、アルザスのシュンドゥーズ(Sundhouse、ドイツ語名ズンドハウゼン、現在のフランス、バ＝ラン県）の牧師の息子に生まれた。綿織布染色の仕事をして、数年間パリで働いた後、仕事を辞め、画家になるために1871年に、ミュンヘン美術院に入学し、ヘルマン・アンシュッツやヴィルヘルム・フォン・ディーツに学んだ。
1874年の夏から1878年の間、再びパリに移り、風景画家のウージェーヌ・ラヴィエイユの学生になり、コローやドービニーといったバルビゾン派の画家たちと交流するようになった。
1878年の秋、イタリアへ旅しその冬をローマの美術館などでイタリアの巨匠の作品を研究して過ごした。1879年にはフィレンツェに象徴主義の画家、アルノルト・ベックリンを訪ね、その影響を受けた。1880年にはベックリンと地中海のイスキア島、ポンツィアーネ諸島を旅した。
1884年から短期間カールスルーエで活動した後、1885年にザクセン＝ヴァイマル＝アイゼナハ大公カール・アレクサンダーに招かれ、ヴァイマルに移り、スタジオを与えられ、ヴァイマルの美術アカデミーの客員教授に任じられた。1886年にヴァイマルの女性と結婚し、ヴァイマルに定住した。1905年にザクセン＝ヴァイマル＝アイゼナハ大公を継いだヴィルヘルム・エルンストからアカデミーの教授の称号を得た。
1890年代半ばから、イタリア、オランダ、フランスを旅し、ドイツではヴァイマル周辺や、バイエルンのキームガウ、ベルヒテスガーデナー・ラントの風景を描いた。1900年代に入ってもイタリアに旅し、冬はカプリ島やシチリアで過ごした。1913年に脳卒中を発症し、1816年にヴァイマルで亡くなった。

## 作品

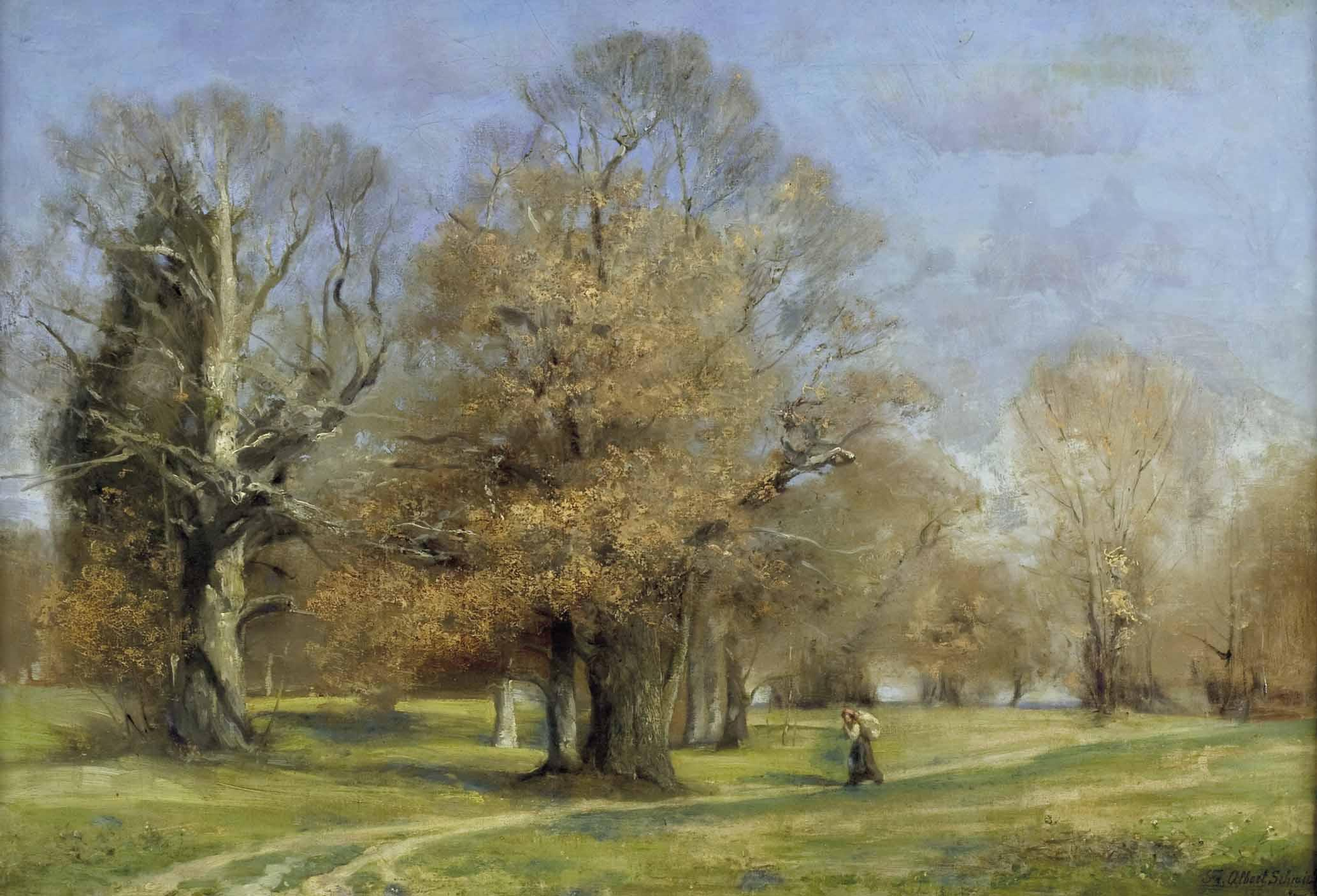
雪解けの後(1879)
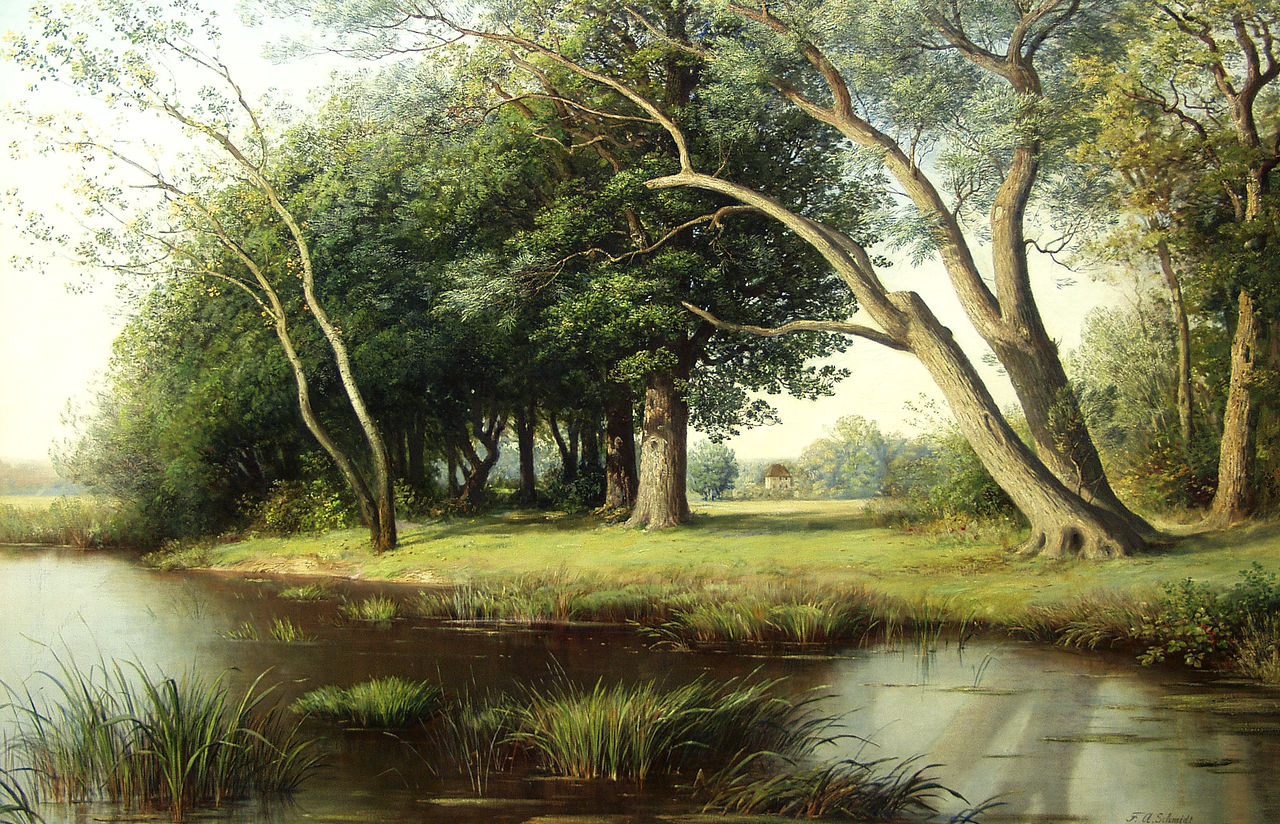
ヴァイマルの公園の風景(1894)
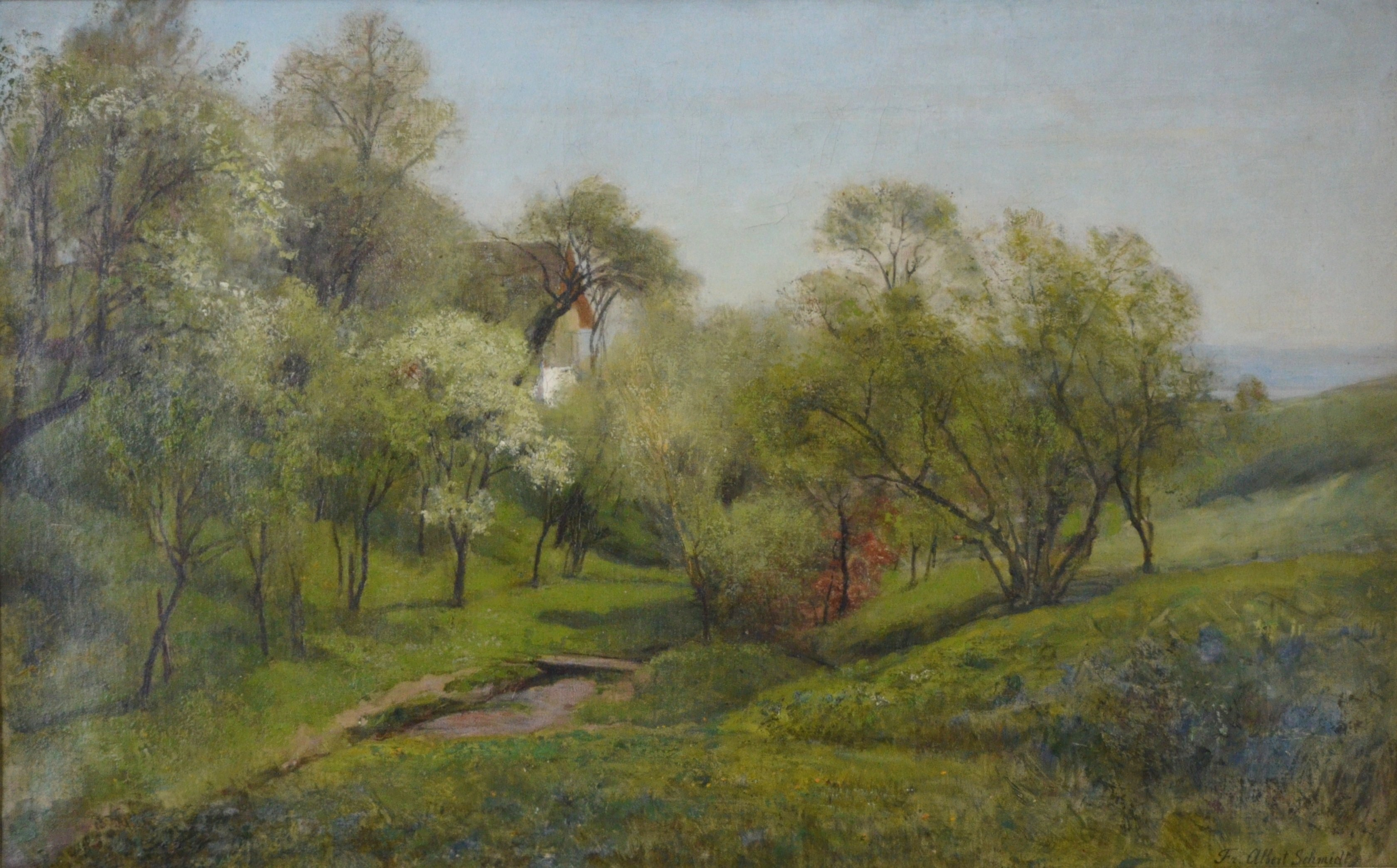
橋のある小川沿いの家 (1895)
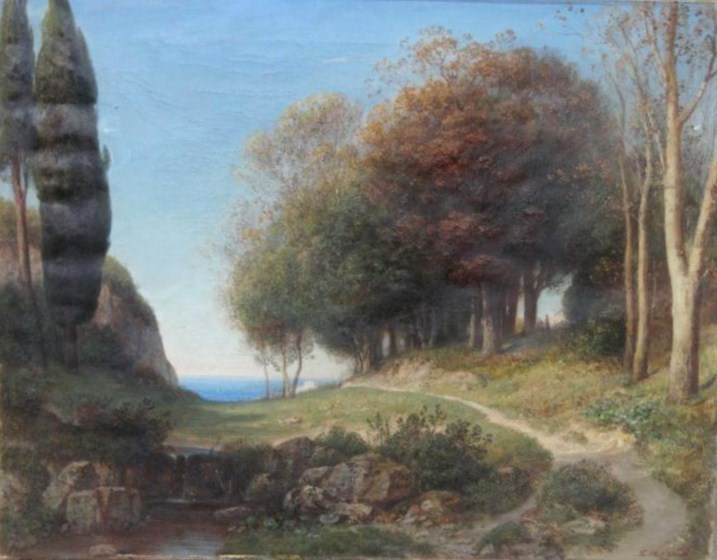
イタリアの風景(1896)